# Procacitas
Procacitas  (лат.) — род чешуекрылых насекомых из семейства мино-чехликовых молей.

## Описание
Гениталии самца: вентральный край вальв с рядом из четырёх или пяти обособленных щетинок в дистальной половине.

## Систематика
В составе рода:
- Procacitas orientella (Kozlov, 1987)